# Galvani (cràter)
Galvani és un cràter d'impacte que es troba prop de l'extremitat nord-oest de la Lluna, al sud de la plana emmurallada més gran del cràter Volta. En part se superposa al bord sud-oriental del cràter Langley, que ocupa la meitat de la distància entre Volta i Galvani. Al nord-est és apareix la gran plana del cràter Repsold, i a l'oest-sud-oest, ja en la cara oculta de la Lluna, es troba McLaughlin.
A causa de la seva ubicació, Galvani es veu amb un angle oblic des de la Terra, i apareix amb un considerable escorç. La visibilitat d'aquest cràter es veu afectada per la libració de la Lluna, per la qual cosa de vegades queda ocult.
La vora de Galvani està desgastada i arrodonida, amb un cràter situat en la paret interna cap al sud-oest. La vora del sud-oest ha estat modificada, rectificant parcialment la forma circular del perímetre. La paret interna és més ampla en el costat occidental en comparació de l'oriental, per la qual cosa el punt mitjà del sòl interior està lleugerament desplaçat cap a l'est. Una esquerda del sistema Rimae Repsold creua la vora pel nord-est i travessa l'interior i es bifurca prop del punt mitjà per continuar cap a l'oest-sud-oest i el sud.

## Cràters satèl·lit
Per convenció aquests elements són identificats en els mapes lunars posant la lletra en el costat del punt central del cràter que està més prop de Galvani.
|         | \| Galvani \| Coordenades \| Diàmetre \| \| ------- \| ------------------------------------ \| -------- \| \| B \| 49° 30′ N, 89° 00′ O / 49.5°N,89.0°O \| 15 km \| \| D \| 47° 48′ N, 88° 18′ O / 47.8°N,88.3°O \| 13 km \| |          |
| Galvani | Coordenades | Diàmetre |
| B       | 49° 30′ N, 89° 00′ O / 49.5°N,89.0°O | 15 km    |
| D       | 47° 48′ N, 88° 18′ O / 47.8°N,88.3°O | 13 km    |